# Aeropuerto Regional de Dothan
El Aeropuerto Regional de Dothan (del inglés: Dothan Regional Airport) (IATA: DHN, OACI: KDHN, FAA LID: DHN) es un aeropuerto público ubicado a 5 millas (8 km) al noroeste del distrito financiero de Dothan, Condado de Houston, Alabama, Estados Unidos. Es mayormente utilizado para la aviación militar, pero es también usado por una aerolínea comercial.

## Aerolíneas y destinos

### Destinos nacionales
| Ciudades       | Aeropuerto                                  | Aerolíneas      |
| Estados Unidos | Estados Unidos                              | Estados Unidos  |
| -------------- | ------------------------------------------- | --------------- |
| Georgia        |                                             |                 |
| Atlanta        | Aeropuerto Internacional Hartsfield-Jackson | Delta Air Lines |